# Masirana chibusana
Masirana chibusana är en spindelart som först beskrevs av Teruo Irie 2000.  Masirana chibusana ingår i släktet Masirana och familjen Leptonetidae. Inga underarter finns listade i Catalogue of Life.